# Марриет, Флоренс
Флоренс Марриет (англ. Florence Marryat; 9 июля 1833, Брайтон, Восточный Суссекс — 27 октября 1899, Вестминстер (боро Лондона)) — британская писательница, драматург, певица

 и актриса

, редактор

## Биография
Дочь мореплавателя и писателя Фредерика Марриета. Написала свою первую книгу в 11-летнем возрасте.
В 1854 году вышла замуж за офицера британской армии в Индии Томаса Росса Черча, в браке с которым родила восьмерых детей. Много путешествовала по Индии, прежде чем в 1860 году вернулась в Англию.
Чтобы развлечь своих детей, больных скарлатиной, написала свои первые рассказы, которые были напечатаны в Лондоне в 1865 году под названием «Love’s conflict». Позже последовало много других сенсационных романов, повестей и рассказов. Многие из её 90 опубликованных романов были переведены на другие языки.
С 1872 по 1876 год редактировала в Лондоне ежемесячник. Она также была драматургом, играла в комедиях, пела на сцене, руководила школой журналистики. В феврале 1881 года Марриет взяла на себя управление Театром Адельфи в Лондоне.
Активная участница Общества авторов.
Издала также биографию своего отца: «Life and letters of Captain Marryat» (1872).
В последние годы жизни в своих произведениях всё больше уделяла внимания спиритизму, в том числе в книгах «Смерти нет» (1891), «Мир духов» (1894) и «Душа в огне».
Похоронена на лондонском кладбище Кенсал-Грин.